# Голі новини
«Голі новини» (англ. Naked News) — канадська новинна та розважальна програма з девізом «нам нічого приховувати», що транслювалася через Інтернет за передплатою. У програмі йде показ реальних новин, а випуск, що триває близько 25 хвилин, виходить щодня. Під час програми ведучі або відразу повністю оголені, або поступово роздягаються, представляючи різні сегменти, включаючи розваги, спорт, фільми, їжу, секс і стосунки. Закриті 31 жовтня 2007 року.

## Історія
Фернандо Перейра та Кірбі Стасіна запустили «Голі новини» у червні 2000 року  як вебсервіс, де жінки-ведучі оголювалися перед камерою, при цьому читаючи звичайні новини. Все почалося з однієї ведучої — Вікторії Сінклейр, яка працювала у новинах до 2015 року. У міру того, як шоу зростало, збільшувалася і кількість ведучих. Роксана Вест приєдналася до Сінклер як головна ведуча, а серед інших ведучих були Голлі Вестон, Ейпріл Торрес, Лілі Кван, Сандрін Ренард, Ерін Шервуд, Афіна Кінг, Брук Робертс, Мішель Пантоліано, Еріка Стівенс, Саманта Пейдж, Крістін Керр та Валентина Тейлор, а також запрошені ведучі. Вебсайт був популяризований виключно з уст в уста і швидко став популярним. У пік популярності його відвідувало до 6 мільйонів людей щодня, що обумовлювалося безкоштовним переглядом, а сайт заробляв з реклами. 
У 2002, після краху інтернет-реклами, лише один сегмент новин був безкоштовним для перегляду, а з 2004 на сайті взагалі перестав працювати безкоштовний перегляд. Починаючи з 2005, версія «Голих новин» стала доступною не для передплатників, але без оголення. 
У червні 2008 два сегменти новин транслювалися безкоштовно. Однак це закінчилося у грудні 2009. Британське телебачення Sumo TV коротко показало епізоди «Голих новин», у той час, як Playboy One у Великій Британії транслює програму по буднях о 21:30 за місцевим часом.
У 2001 Стіліян Іванов на приватному телевізійному каналі МСАТ запустив проект «Голі новини», що здобув світову популярність та позитивні коментарі ЗМІ в цілому світі. Попри рейтинг та популярність, транслювання передачі було зупинено Державним регулюючим органом по телебаченню Болгарії.
Чоловіча версія передачі була створена у 2001, але через низьку популярність (30 % аудиторії вебсайту) виробництво було припинено.
У січні 2006 «Голі новини — Японія» розпочали спільну роботу з власниками «Голих новин» eGalaxy та Sunrise Corp, продавцем товарів та послуг через Інтернет. Через японські радіомовні закони ведучі роздягаються лише до нижньої білизни.
У січні 2008 eGalaxy оголосив про створення «Голі новини — Іспанія» (перший випуск відбувся у листопаді), а також «Голі новини — Італія» (перший випуск відбувся у березні).
Більшість ведучих знайшли за оголошеннями у газетах. Оскільки основна передача записується в Торонто, то і переважна більшість ведучих саме з цього міста. Для випусків в інших країнах жінок також запрошують на оголошення. Деякі передачі на вулиці ведучі ведуть топлес (у Канаді, за законом, жінки та чоловіки можуть ходити топлес у громадському місці).
З моменту заснування ведучі програми часто змінювалися. Багато хто з них були після цього на телеканалі CBS у таких шоу, як «Недільний ранок», The Today Show, The View, Sally Jessy Raphaël.

## Схожі шоу
Наприкінці 1990-х британський кабельний телеканал L!VE TV транслював програму Tiffani's Big City Tips, у якій модель Тіффані Баністер розповідала фінансові новини, роздягаючись до нижньої білизни.

### Імітатори
- Comédie+ — у 2001 році ця французька мережа кабельного телебачення показала серію рекламних роликів, у яких чоловіки та жінки невимушено роздягаються, читаючи анекдоти. У 2006 році вони повністю скопіювали формат «Голих новин» у випуску новин про стриптиз під назвою «Les Nuz», за винятком того, що ведучі залишаються у нижній білизні.
- Radio Tango — у 2001 році ця радіостанція, що базується в Осло, Норвегія, почала показувати читачок прогнозу погоди, які роздягалися у своїх передачах і на своєму вебсайті.
- Počasíčko — художній сюжет чеського TV Nova, де оголена жінка (або іноді чоловік) одягалася в одяг, відповідний прогнозу погоди на наступний день. Це було припинено через кілька років і повернуто як вебверсія тільки в лютому 2007 року.
- У червні 2009 року було оголошено про плани Naked News Korea. Він мав подібний формат до канадської версії, але з меншою кількістю оголення. Пізніше виявилося, що це шахрайство. Лише через місяць роботи канал Naked News Korea, який показував топлес ведучих новин, раптово закрився на тлі звинувачень у тому, що генеральний директор Джон Чау зник разом з усіма грошима компанії. Попри те, що Чау купив права на найменування у Naked News, він ніколи не був офіційною дочірньою компанією канадської компанії з Торонто[7].
- У березні 2010 року студенти Кембриджського університету показали новини на телебаченні Кембриджського університету в оголеному вигляді[8].
- Французький фальшивий новинний сайт Les Graves Infos був запущений у середині 2009 року з ведучою погоди, що роздягалася. Сайт закрито в лютому 2010 року.
- У червні 2014 року у Венесуелі було випущено дуже схоже шоу під назвою Desnudando la Noticia, яке є варіантом Naked News[9].
- У Португалії 22 квітня 2002 року на кабельній станції SIC Radical відбулася прем'єра п'ятихвилинного випуску новин з оголеною жінкою під назвою Nutícias. Шоу було скасовано у 2003 році.
- Фінська копія концепції Naked News транслювалася на кабельному телеканалі країни Aluetelevisio. Репортеркою шоу була еротична акторка Марія Кекконен. У шоу також працювала колишня порноакторка Ракель Ліеккі.